# Hit West
 (octobre 2015).
Si vous disposez d'ouvrages ou d'articles de référence ou si vous connaissez des sites web de qualité traitant du thème abordé ici, merci de compléter l'article en donnant les références utiles à sa vérifiabilité et en les liant à la section « Notes et références ».
 (octobre 2015).
Hit West est une station de radio française régionale musicale privée de catégorie B. Elle est diffusée dans l'Ouest de la France. Elle est issue de la fusion des radios Fréquence Ille et Radio Nantes, dépendantes de Précom (Groupe Sipa - Ouest-France) en 2001.

## Historique

### Fréquence Ille
La station de Fréquence Ille, alors diffusée sur le 99.2 MHz, était une radio locale créée le 14 juillet 1981 par Pierre Giboire et ses amis en Ille-et-Vilaine. Les débuts sont difficiles, car le signal de diffusion est régulièrement brouillé par TDF.
En 1998, le Conseil supérieur de l'audiovisuel (CSA) l'autorise à ouvrir une seconde fréquence à Dinan. Dans le cadre d'une convention, Force 7, une radio de Saint-Malo, est autorisée à louer à Fréquence Ille cette fréquence ainsi que l'émetteur lui appartenant.
En 2001, en vue de créer un réseau régional avec la fusion de Radio Nantes, la radio se voit attribuer deux nouvelles fréquences à Brest et à Saint-Brieuc.

### Radio Nantes

Logo de Radio Nantes avant fusion en 2001.

La station de Radio Nantes était une radio locale créée à Nantes le 23 décembre 1982 par Georges Polinski.
Rapidement, la station se voit attribuer de nouvelles fréquences. Au total, ce sont cinq fréquences qui sont exploitées, réparties sur les départements de la Loire-Atlantique, du Maine-et-Loire et de la Vendée.
En 2001, en vue de créer un réseau régional avec la fusion de Fréquence Ille, la radio se voit attribuer deux nouvelles fréquences à Lorient et à Vannes.

### Hit West
En 2001, Fréquence Ille et Radio Nantes, deux réseaux appartenant à la régie Précom (Groupe SIPA - Ouest-France), fusionnent pour créer « Hit West ».

## Identité du réseau

### Organisation

#### Siège social
Jusqu'en 2006, le siège d'Hit West se trouvait rue de l'Héronnière, dans le centre-ville de Nantes (adresse précédemment occupée par Radio Nantes). Après 2006, la radio s'installe quai François-Mitterrand sur l'île de Nantes, dans le nouvel immeuble « Le Rhuys », où se trouvent également les bureaux nantais du journal Ouest-France. Juste à côté se trouvent également le siège des radios France Bleu Loire Océan et FIP Nantes.

#### Studios
Les principaux studios sont situés à Nantes, mais le réseau de radiodiffusion comprend aussi un studio régional à Rennes. Ce studio secondaire assure un décrochage de l'antenne, et c'est le cas aussi à Angers, Brest, Cholet, Dinan, La Roche-sur-Yon, Laval, Les Sables-d'Olonne, Lorient, Ploërmel, Quimper, Redon, Saint-Brieuc, Saint-Gilles-Croix-de-Vie, Saint-Nazaire et Vannes.

### Logos

Logo de Hit West (de 2001 à 2006).
Logo de Hit West (de 2006 à 2017).
Logo de Hit West (depuis 2017).

### Slogans
- « La première Hit Radio dans l'ouest ! »

### Voix-off de l'antenne
- Jean-Brice Tandonnet
- Cécile Hérédia

## Programmation et audience

### Programmes

#### Généralités
La radio diffuse un format « top 30 », les « hits » commerciaux qui ont le plus de succès en France, ou qui auront eu du succès dans d'autres pays (notamment l'Allemagne, l'Espagne, les États-Unis, le Royaume-Uni et la Scandinavie). Elle diffuse également des flashs d'actualités régionaux (« Hit Infos ») tout au long de la journée. Une émission quotidienne est aussi consacrée au sport.
Depuis 2004, elle organise des concerts gratuits en plein air et en direct à l'antenne de quelques villes de l'ouest, dénommés les « Hit West Live »[source secondaire nécessaire]. Le 30 mai 2024, un concert est organisé par Hit West à Laval.

#### Événementiel
Du 11 au 29 janvier 2017, Hit West fut la radio officielle de la fan zone de France Handball 2017, en direct du Parc des expositions de la Beaujoire à Nantes.

### Antennes
L'ensemble des antennes du réseau Hit West sur la bande FM figure dans le tableau suivant :
| Ville/Commune                    | Département      | Région           | Nom de l'antenne locale            | Note                                              |
| -------------------------------- | ---------------- | ---------------- | ---------------------------------- | ------------------------------------------------- |
| Angers                           | Maine-et-Loire   | Pays de la Loire | Hit West Angers                    | Fréquence attribuée en mai 2007                   |
| Brest                            | Finistère        | Bretagne         | Hit West Brest                     | Fréquence attribuée en 2001                       |
| Cholet                           | Maine-et-Loire   | Pays de la Loire | Hit West Cholet                    | Ancienne fréquence de Radio Nantes                |
| Dinan                            | Côtes-d'Armor    | Bretagne         | Hit West Dinan                     | Ancienne fréquence de Fréquence Ille              |
| Laval                            | Mayenne          | Pays de la Loire | Hit West Laval                     | Fréquence attribuée en décembre 2008              |
| Lorient                          | Morbihan         | Bretagne         | Hit West Lorient                   | Ancienne fréquence de Radio Nantes 2d déploiement |
| Nantes (tête du réseau régional) | Loire-Atlantique | Pays de la Loire | Hit West Nantes                    | Ancienne fréquence de Radio Nantes                |
| Ploërmel                         | Morbihan         | Bretagne         | Hit West Ploërmel                  | Fréquence attribuée en janvier 2016               |
| Quimper                          | Finistère        | Bretagne         | Hit West Quimper                   | Fréquence attribuée en 2007                       |
| Redon                            | Ille-et-Vilaine  | Bretagne         | Hit West Redon                     | Fréquence attribuée en 2007                       |
| Rennes (tête du réseau régional) | Ille-et-Vilaine  | Bretagne         | Hit West Rennes                    | Ancienne fréquence de Fréquence Ille              |
| La Roche-sur-Yon                 | Vendée           | Pays de la Loire | Hit West La Roche-sur-Yon          | Fréquence attribuée en 2007                       |
| Les Sables-d'Olonne              | Vendée           | Pays de la Loire | Hit West Les Sables-d'Olonne       | Ancienne fréquence de Radio Nantes                |
| Saint-Brieuc                     | Côtes-d'Armor    | Bretagne         | Hit West Saint-Brieuc              | Fréquence attribuée en janvier 2016               |
| Saint-Gilles-Croix-de-Vie        | Vendée           | Pays de la Loire | Hit West Saint-Gilles-Croix-de-Vie | Ancienne fréquence de Radio Nantes                |
| Saint-Nazaire                    | Loire-Atlantique | Pays de la Loire | Hit West Saint-Nazaire             | Ancienne fréquence de Radio Nantes                |
| Vannes                           | Morbihan         | Bretagne         | Hit West Vannes                    | Ancienne fréquence de Radio Nantes 2d déploiement |

### Audience
L'audience d'Hit West en fait l'une des radios les plus importantes de la région, bien qu'elle ne soit pas une radio leader. En 2007, son poids régional est encore renforcé par l'attribution de nouvelles fréquences (Angers, Brest, La Roche-sur-Yon, Quimper et Redon).